# Sphaerirostris wertheimae
Sphaerirostris wertheimae är en hakmaskart som beskrevs av Schmidt 1975. Sphaerirostris wertheimae ingår i släktet Sphaerirostris och familjen Centrorhynchidae. Inga underarter finns listade i Catalogue of Life.